# Regno di Sine
Il regno di Sine (Siin in lingua serer) fu uno stato africano precoloniale, esistito nell'area costiera dell'attuale Senegal tra il XIV e il XX secolo. Insieme al regno gemello di Saloum, costituì una delle due principali entità statuali del popolo serer.
Abolito ufficialmente nel 1969, è stato reintrodotto nel 2019 come regno tradizionale all'interno della repubblica del Senegal.